# 青斑德州麗魚
青斑德州麗魚為輻鰭魚綱鱸形目隆頭魚亞目慈鯛科的其中一種，分布於北美洲美國德州及墨西哥北部淡水流域，體長可達30公分，棲息在河川水塘、急流，屬雜食性，以蠕蟲、甲殼類、植物等為食，可作為觀賞魚。

## 擴展閱讀
維基物種上的相關：青斑德州麗魚